# Francisco Vidal (pintor argentino)
Francisco Vidal (Córdoba, 21 de julio de 1897 – 18 de febrero de 1980) fue un pintor argentino, reconocido por su dominio académico del dibujo y la pintura, así como por su compromiso con la educación artística.

## Formación y primeros años
Ingresó a los 13 años en la Escuela Provincial de Bellas Artes de Córdoba, donde fue discípulo de Emilio Caraffa, Manuel Cardeñosa, Emiliano Gómez Clara y Francisco Lesta. En 1916 se diplomó como Profesor de Dibujo. Su carrera comenzó con reconocimiento temprano: la Comisión Nacional de Bellas Artes adquirió dos de sus dibujos acuarelados, que fueron enviados a los salones de Buenos Aires.
En 1924 obtuvo una beca del gobierno provincial que le permitió residir durante tres años en Europa. En España ganó la Segunda Medalla en el Salón Nacional de Bellas Artes de Madrid y una de sus obras fue adquirida por el Museo de Arte Moderno de ese país. Su itinerario incluyó ciudades como Madrid, Segovia, Ávila, Florencia y San Gimignano, así como una breve estadía en París.

### Docencia y gestión institucional
Desde 1930, Vidal se desempeñó como docente y luego como director de la Academia Provincial de Bellas Artes de Córdoba, cargo que ejerció entre 1931 y 1950. Participó activamente como jurado en salones de arte y fue designado miembro delegado de la Academia Nacional de Bellas Artes en 1943.

## Obra artística
Su obra abarca retratos, desnudos, naturalezas muertas y murales, y forma parte del patrimonio de museos, reparticiones públicas y colecciones nacionales e internacionales.
Realizó obras murales en espacios públicos, entre ellas el mural del Salón de Audiencias del Superior Tribunal de Justicia en el Palacio de Tribunales de Córdoba (1936). Una de sus obras más representativas es Riqueza Nacional (1939), un mural de gran formato emplazado en el Salón Belgrano del Ministerio de Economía de la Nación, en el Palacio de Hacienda de Buenos Aires. Esta obra mural se considera fundacional dentro del programa iconográfico del edificio, y sintetiza su mirada sobre los recursos naturales y el trabajo como ejes de la identidad económica del país.

### Obras destacadas
- Descanso
- Descendimiento
- Desnudo
- Estudio de caballos
- Estudio de pie (derecho)
- Estudio de pie (izquierdo)
- Figura (varias versiones)
- Figura de niña
- Flores
- La mujer del cántaro
- La señora de Roca y sus hijas
- Muchachas toscanas
- Mujeres de Segovia
- Naturaleza muerta (varias versiones)
- Pic-nic
- Retrato de la Sra. Elda Elena Perina de Fleurent
- Retrato de Susana de las Mercedes Binaschi Aguirre
- Sin título [Naturaleza muerta][2]

## Premios y distinciones
Entre los numerosos galardones obtenidos, se destacan:
- Segundo Premio, Salón Nacional, 1921.
- Medalla de Plata Exposición Nacional de Madrid, España, 1924.
- Primer Premio Salón de Otoño, Rosario, 1925.
- Primer Premio Nacional de Pintura, 1928.
- Primer Premio Adquisición, Salón Santa Fe, 1933.
- Expuso en la Muestra de pintores argentinos de Roma, 1933.
- Primer Premio Municipalidad de Buenos Aires, Salón Nacional, 1935.
- En la Exposición Internacional de pintura organizada por el Carnegie Institute de Pittsburgh, Pensilvania, Estados Unidos en 1935.
- Gran Premio Presidente de la Nación y Medalla de Oro, Salón San Francisco, Córdoba, 1936.
- Gran Premio de la Comisión Nacional de Cultura, 1937.
- Medalla de Oro, Exposición Internacional de Artes Visuales y Gráficas, París, 1937.
- Medalla de oro de “El Círculo”, Rosario, 1938.
- Gran Premio Adquisición Presidente de la Nación Argentina, Salón Nacional, Buenos Aires, 1938.
- En el Virginia Museum of Fine Arts, de Richmond, Virginia, en el Riverside Museum de Nueva York, y en el Los Angeles County Museum de Los Angeles, California, Estados Unidos, todas durante 1940.
- Primer Premio Municipalidad de Córdoba, 1941.
- Académico Delegado de la Academia Nacional de Bellas Artes, 1943. (Primero del interior del país).[1]

Participó además en exhibiciones como la Mostra di Pittura Argentina (Italia, 1933) y la Exposición Panamericana de Bellas Artes (Estados Unidos, 1939).